# Dieter Moebius
Dieter Moebius (16. ledna 1944 – 20. července 2015) byl švýcarský hudebník. V roce 1969 založil skupinu Kluster. Později, po výměně členů, skupina vystupovala pod názvem Cluster. Skupina se několikrát rozpadla, naposledy v roce 2010. Rovněž byl členem kapely Harmonia a spolupracoval s dalšími hudebníky, mezi které patří například Brian Eno, Conny Plank a Mayo Thompson. Zemřel roku 2015 ve věku 71 let.